# La nit dels generals
La nit dels generals (títol original en anglès: The Night of the Generals) és una pel·lícula franco-britànica dirigida per Anatole Litvak i estrenada el 1967. Ha estat doblada al català.

## Argument[2]
Varsòvia, 12 desembre de 1942. Una prostituta acaba de ser assassinada salvatgement. Segons un testimoni, l'homicida seria un general de la Wehrmacht. La investigació és confiada al major Grau. Aquest no triga a sospitar de tres homes: el general Kahlenberg, el general Seidlitz-Gabler i el general Tanz, un home de vegades amb pulsions maniàtiques, però igualment un heroi, el general favorit de Hitler. Durant una vesprada organitzada per la dona del general Gabler, la seva filla Ulrike és presentada a Tanz, per tal d'afavorir el seu matrimoni. Però aquesta cau als braços de Hartmann, un caporal que ha tornat del front rus emparentat amb Kahlenberg.
El major Grau és promogut tinent-coronel a París, i és transferit tot seguit: ordre signada per Gabler a petició de Kahlenberg. El 17 de juliol de 1944, a París, els tres generals són de nou a la mateixa ciutat. Grau no ha oblidat Varsòvia, i es recorda d'aquests homes. Kahlenberg ha passat al camp dels conspiradors del 20 de juliol, Gabler hi dona suport moralment. Ulrike ha d'arribar a París, però Hartmann (que no l'ha vist des de 1942) ha estat encarregat per Kahlenberg de portar Tanz a visitar París, per tal d'ocupar-lo fins al 20.
Grau fa una visita a l'inspector Morand, de la policia francesa, per tal de tenir més informacions sobre els seus tres sospitosos. A canvi, farà sortir tres resistents de la presó. El cosí de Hartmann s'encarrega d'Ulrike, i el porta a l'hotel on Hartmann i Tanz passaran la nit. Durant aquest temps, Kahlenberg assisteix a un dinar amb el general von Stülpnagel, en presència dels altres conjurats. Von Stülpnagel els anuncia l'adhesió al seu complot del mariscal Rommel, actualment al front normand. Aquest és ferit tornant del front, i cau en coma.
Gabler, sota tensió, insisteix a continuar sent neutral i a no implicar-se en el complot. Prefereix fer un perfil baix, contràriament al que li demana Kahlenberg: ocupar Tanz perquè no interfereixi. Aquest visita un museu de pintures i té un malestar (probablement vinculat a la síndrome de Stendhal) davant un quadre de Van Gogh. Després va a dinar al Maxim's. De tornada a l'hotel, demana a Hartmann de portar-lo a un barri on pugui estimular altra cosa que el seu intel·lecte i el seu estómac. Troba una prostituta, però la deixa plantada, i torna a embriagar-se al seu hotel, on és víctima d'una altra crisi nerviosa. L'endemà, demana a Hartmann (que ha estat obligat a passar la nit a la seva cambra) de portar-lo a veure quadres, els mateixos que ha vist el dia abans.
Grau troba de nou Morand, que el prevé que Kahlenberg prepara un homicidi: el de Hitler. Grau li revela que ell coneix aquest complot, de la mateixa manera que coneix l'àlies de Morand en la Resistència; no s'interessa més que per l'homicidi que ha estat comès, perquè es faci justícia. Morand li comunica doncs que Gabler és corredor, que Tanz és inhumà i Kahlenberg massa ocupat pel complot per empaitar les noies. Grau allibera tres francesos; Morand li proposa la seva ajuda una vegada els Aliats arribin a París.

## Repartiment
- Peter O'Toole: General Tanz
- Philippe Noiret: Inspector Morand
- Omar Sharif: Major Grau
- Tom Courtenay: Caporal Hartman
- Donald Pleasence: General Kahlenberg
- Joanna Pettet: Ulrike von Seydlitz-Gabler
- Charles Gray: General von Seidlitz-Gabler
- Coral Browne: Eleanore von Seidlitz-Gabler
- Harry Andrews: General von Stülpnagel
- John Gregson: Coronel Sandauer
- Nigel Stock: Sergent Otto Kopkie
- Christopher Plummer: Feld-mariscal Erwin Rommel
- Gordon Jackson: Capità Engel
- Juliette Gréco: Juliette
- Yves Brainville: Liesowski
- Sacha Pitoëff: El Doctor
- Charles Millot: Wionczek
- Nicole Courcel: Raymonde
- Véronique Vendell: Monique
- Patrick Allen: Capità Mannheim
- Gérard Buhr: Claus von Stauffenberg
- Michael Goodliffe: Hauser
- Pierre Mondy: Kopatski
- Pierre Tornade: agent de policia (No surt als crèdits)

## Música
La banda sonora fou realitzada per Maurice Jarre:
- Cançó: L'amour és plus jeune que la mort, interpretat per Juliette Gréco
- Músiques addicionals: 
  - Alte Kameraden, marxa militar alemanya composta per Carl Teike
  - Tannhäuser de Richard Wagner (extrait de la marche)
  - Sobre las olas, vals compost per Juventino Rosas

## Rebuda i box-office
Des de la seva estrena en sales als Estats Units, La Nit dels generals  va trobar una acollida crítica prou variada i no obté un èxit comercial al box-office, no havent aconseguit més que 2,4 milions de dòlars en "rentals" – s'ha de destacar que aquestes xifres es refereixen a les entrades venudes

## Premis
- Premi David di Donatello 1967 al millor actor estranger a Peter O'Toole.